# Corey Kent
Corey Kent White (Bixby, 21 giugno 1994) è un cantante statunitense.

## Biografia
Corey Kent ha partecipato all'ottava edizione di The Voice, senza raggiungere le fasi finali. '21 (2021), primo album in studio, è stato pubblicato nella seconda metà del 2021.
Gli LP Blacktop e '23 sono stati entrambi pubblicati nel corso del 2023; il secondo ha esordito all'interno della Billboard 200. Esso ha prodotto gli estratti Wild as Her (2022), primo ingresso doppio platino del cantante nella top 40 della Billboard Hot 100, e Something's Gonna Kill Me (2023), certificato oro.
Dal settembre 2024 l'artista è impegnato col Black Bandana Tour, tournée a supporto del quarto album omonimo.

## Discografia

### Album in studio
- 2021 – '21
- 2023 – Blacktop
- 2023 – '23
- 2024 – Black Bandana

### Album dal vivo
- 2024 – '24 Live

### EP
- 2022 – '22 Tapes

### Singoli
- 2014 – Making Noise
- 2020 – Gold
- 2021 – Feels a Lot like This
- 2021 – What It Doesn't Do
- 2021 – Ain't My Day (feat. Kolby Cooper)
- 2021 – Lightning Fast
- 2021 – Now
- 2022 – Wild as Her
- 2022 – Hood of That Car
- 2022 – How You Know You Made It
- 2023 – Man of the House
- 2023 – Better Now
- 2023 – Something's Gonna Kill Me
- 2023 – You Know
- 2023 – Southeast Oklahoma Pines
- 2024 – This Heart
- 2024 – Rust

## Tournée
- 2024 – Black Bandana Tour